# Chinese Super League (2011)
Rozgrywki 2011 były 8. sezonem w historii profesjonalnej Super League. Tytułu mistrzowskiego broniło Shandong Luneng Taishan. Sezon toczył się systemem kołowym. Udział w nim wzięło czternaście zespołów z poprzednich rozgrywek i dwie drużyny, które awansowały z China League One. Po sezonie z ligi spadły zespoły Chengdu Blades i Shenzhen Ruby. Mistrzostwo zdobyła drużyna Guangzhou Evergrande, która była beniaminkiem.

## Zespoły
| Uczestnicy poprzedniej edycji                                                                                 | Uczestnicy poprzedniej edycji | Uczestnicy poprzedniej edycji | Uczestnicy poprzedniej edycji |
| --- | ----------------------------- | ----------------------------- | ----------------------------- |
| GUO | Beijing Guo’an                |                               |                               |
| YAT | Changchun Yatai               |                               |                               |
| DAL | Dalian Shide                  |                               |                               |
| HGR | Hangzhou Greentown            |                               |                               |
| HEN | Henan Jianye                  |                               |                               |
| JIA | Jiangsu Suning                |                               |                               |
| LWH | Liaoning Whowin               |                               |                               |
| NAN | Nanchang Hengyuan             |                               |                               |
| QIN | Qingdao Jonoon                |                               |                               |
| SBC | Shaanxi Baorong Chanba        |                               |                               |
| SLT | Shandong Luneng Taishan       |                               |                               |
| SSH | Shanghai Shenhua              |                               |                               |
| SHE | Shenzhen Ruby                 |                               |                               |
| TED | Tianjin Teda                  |                               |                               |
| Awans z China League One 2010                                                                                 |                               |                               |                               |
| BLA | Chengdu Blades                |                               |                               |
| GZE | Guangzhou Evergrande          |                               |                               |
| Oznaczenia: - kolumna pierwsza – skróty nazw drużyn, - kolumna trzecia – miejsce zajęte w poprzednim sezonie. |                               |                               |                               |

## Tabela
| Lp. | Drużyna                  | M  | Z  | R  | P  | Bramki | Bramki | Różn. | Pkt | Uwagi                                       | Bezpośrednio                               |
| --- | ------------------------ | -- | -- | -- | -- | ------ | ------ | ----- | --- | ------------------------------------------- | ------------------------------------------ |
| 1   | Guangzhou Evergrande (M) | 30 | 20 | 8  | 2  | 67     | 23     | +44   | 68  | Liga Mistrzów AFC • Faza grupowa            |                                            |
| 2   | Beijing Guo’an           | 30 | 14 | 11 | 5  | 49     | 21     | +28   | 53  | Liga Mistrzów AFC • Faza grupowa            |                                            |
| 3   | Liaoning Whowin          | 30 | 14 | 8  | 8  | 38     | 23     | +15   | 50  | Liga Mistrzów AFC • Runda play-off          |                                            |
| 4   | Jiangsu Suning           | 30 | 14 | 5  | 11 | 43     | 28     | +15   | 47  |                                             | Jiangsu, 3 pkt., 2–1 Shandong, 3 pkt., 1–2 |
| 5   | Shandong Luneng Taishan  | 30 | 13 | 8  | 9  | 37     | 31     | +6    | 47  |                                             | Jiangsu, 3 pkt., 2–1 Shandong, 3 pkt., 1–2 |
| 6   | Qingdao Jonoon           | 30 | 12 | 9  | 9  | 37     | 33     | +4    | 45  | Qingdao, 3 pkt., 2–1 Changchun, 3 pkt., 1–2 |                                            |
| 7   | Changchun Yatai          | 30 | 11 | 12 | 7  | 33     | 31     | +2    | 45  | Qingdao, 3 pkt., 2–1 Changchun, 3 pkt., 1–2 |                                            |
| 8   | Hangzhou Greentown       | 30 | 10 | 9  | 11 | 28     | 32     | −4    | 39  |                                             |                                            |
| 9   | Shaanxi Baorong Chanba   | 30 | 10 | 8  | 12 | 34     | 41     | −7    | 38  |                                             |                                            |
| 10  | Tianjin Teda             | 30 | 8  | 13 | 9  | 37     | 41     | −4    | 37  | Liga Mistrzów AFC • Faza grupowa1           | Tianjin, 3 pkt., 2–2 Shanghai, 3 pkt., 2–2 |
| 11  | Shanghai Shenhua         | 30 | 11 | 4  | 15 | 31     | 41     | −10   | 37  |                                             | Tianjin, 3 pkt., 2–2 Shanghai, 3 pkt., 2–2 |
| 12  | Dalian Shide             | 30 | 7  | 11 | 12 | 27     | 43     | −16   | 32  | Dalian, 6 pkt., 3–1 Henan, 0 pkt., 1–3      |                                            |
| 13  | Henan Jianye             | 30 | 7  | 11 | 12 | 29     | 35     | −6    | 32  | Dalian, 6 pkt., 3–1 Henan, 0 pkt., 1–3      |                                            |
| 14  | Nanchang Hengyuan        | 30 | 8  | 5  | 17 | 20     | 41     | −21   | 29  |                                             |                                            |
| 15  | Chengdu Blades (S)       | 30 | 5  | 12 | 13 | 27     | 47     | −20   | 27  | Spadek do China League One                  |                                            |
| 16  | Shenzhen Ruby (S)        | 30 | 5  | 8  | 17 | 27     | 53     | −26   | 23  | Spadek do China League One                  |                                            |

## Stadiony
| Zespół                  | Stadion                             | Miasto    | Pojemność |
| ----------------------- | ----------------------------------- | --------- | --------- |
| Beijing Guo’an          | Stadion Robotniczy                  | Pekin     | 70 161    |
| Changchun Yatai         | Development Area Stadium            | Changchun | 25 000    |
| Chengdu Blades          | Chengdu Sports Centre               | Chengdu   | 25 000    |
| Dalian Shide            | Jinzhou Stadium                     | Dalian    | 30 776    |
| Guangzhou Evergrande    | Tianhe Stadium                      | Kanton    | 60 000    |
| Hangzhou Greentown      | Yellow Dragon Stadium               | Hangzhou  | 52 357    |
| Henan Jianye            | Zhengzhou Hanghai Stadium           | Zhengzhou | 30 000    |
| Jiangsu Suning          | Nanjing Olympic Sports Center       | Nankin    | 62 000    |
| Liaoning Whowin         | Stadion Olimpijski w Shenyang       | Shenyang  | 60 000    |
| Nanchang Hengyuan       | Nanchang Bayi Stadium               | Nanchang  | 26 000    |
| Shaanxi Baorong Chanba  | Shaanxi Province Stadium            | Xi’an     | 31 043    |
| Qingdao Jonoon          | Qingdao Tiantai Stadium             | Qingdao   | 20 525    |
| Shandong Luneng Taishan | Jinan Olympic Sports Center Stadium | Jinan     | 60 000    |
| Shanghai Shenhua        | Yuanshen Sports Centre Stadium      | Szanghaj  | 20 000    |
| Shenzhen Ruby           | Stadion Shenzhen                    | Shenzhen  | 33 000    |
| Tianjin Teda            | Tianjin Olympic Center Stadium      | Tiencin   | 60 000    |

## Najlepsi strzelcy
| Poz. | Zawodnik           | Zespół                  | Bramki |
| ---- | ------------------ | ----------------------- | ------ |
| 1    | Muriqui            | Guangzhou Evergrande    | 16     |
| 2    | Leandro Netto      | Henan Jianye            | 14     |
| 3    | Cristian Dănălache | Jiangsu Suning          | 13     |
| 4    | Yu Hanchao         | Liaoning Whowin         | 12     |
| 4    | Luis Salmerón      | Shanghai Shenhua        | 12     |
| 6    | Joel Griffiths     | Beijing Guo’an          | 11     |
| 6    | Gao Lin            | Guangzhou Evergrande    | 11     |
| 6    | Aleksandar Jevtić  | Jiangsu Suning          | 11     |
| 9    | Walter Martínez    | Beijing Guo’an          | 10     |
| 9    | Martin Kamburow    | Dalian Shide            | 10     |
| 9    | Cléo               | Guangzhou Evergrande    | 10     |
| 9    | Obina              | Shandong Luneng Taishan | 10     |